# Jewgeni Iossifowitsch Michalski
Jewgeni Iossifowitsch Michalski (Esperanto: Eŭgeno Miĥalski; Russisch: Евге́ний Ио́сифович Миха́льский; Pseudonyme: Torentano, Revulo, Profetivski; * 21. Januar 1897 in Letitschew, Russisches Kaiserreich; † 14. Oktober 1937 in Kiew, Sowjetunion) war ein Esperanto-Dichter und Aktivist der Arbeiter-Esperantobewegung.

## Biografie
Michalski wurde 1911 Esperantist. 1917 gründete er in Saratow die Esperanto-Literaturzeitschrift Libera Torento, in der seine ersten eigenen Gedichte auf Esperanto sowie seine ersten Übersetzungen ins Esperanto erschienen. Er wurde schon früh Mitglied der Sennacieca Asocio Tutmonda und arbeitete für die Zeitschriften Sennacieca Revuo, La Nova Epoko, Bulteno de SEU (Zeitschrift der Sovetlanda Esperantista Unuiĝo, des sowjetischen Esperanto-Verbandes), und später für den Internaciisto sowie La Nova Etapo. Beruflich war er als Lehrer und Bibliothekar tätig.
Michalski war ein Mitbegründer des Internacia Asocio de Revoluciaj Esperantaj Verkistoj (IAREC, Internationaler Verband der Revolutionären Esperanto-Schriftsteller) 1931 und spielte eine zentrale Rolle bei der Reaktivierung des Verbandes im Jahr 1934. Damals leitete er mit Hilfe von Honoré Bourguignon die Zeitschriften Proleta Literaturo und Internacia Literaturo.
Einige seiner Werke wurden auch ins Ukrainische übersetzt.
Am 16. März 1937 wurde Michalski unter der unbegründeten Beschuldigung, an einer antisowjetischen trotzkistischen Organisation beteiligt zu sein, vom NKWD verhaftet, am 14. Oktober desselben Jahres zum Tode verurteilt und am folgenden Tag erschossen. Am 8. Mai 1958 wurde er rehabilitiert.

## Werke (Gedichtbände)
- La Unua Ondo, 1918.
- Du Poemoj, 1922.
- Prologo, SAT, 1929.
- Fajro kuracas, EKRELO, 1932.
- Kantoj de amo kaj sopiro, 1934.
- Plena Poemaro, 1994, herausgegeben von William Auld und mit einem Vorwort von Krys Ungar.